# Darrell Roodt
Darrell James Roodt (* 28. April 1962 in Johannesburg) ist ein südafrikanischer Filmregisseur.

## Leben
Roodt besuchte die King Edward School und studierte anschließend kurzzeitig Theater an der Witwatersrand-Universität. Nach Abbruch seines Studiums widmete er sich dem Regieführen. Sein Filmdebüt gab er 1984 mit Mr TNT, wandte sich jedoch bereits mit seinem zweiten Spielfilm Afrika – Land der Hoffnung den Themen Apartheid und politische Konflikte zu. Im zunächst verbotenen Spielfilm Platoon Warrior thematisierte Roodt den Südafrikanischen Grenzkrieg, während er sich in Jobman mit dem Schicksal eines taubstummen Afrikaners auseinandersetzte. Jobman war der letzte Film, in dem Roodt mit seinem langjährigen Kameramann Paul Witte zusammenarbeitete, der 1990 bei einem Autounfall ums Leben kam.
Im 1992 erschienenen Sarafina!, das auf den Internationalen Filmfestspielen von Cannes aufgeführt wurde, widmete sich Roodt erstmals direkt einem später wiederkehrenden Thema seiner Filme: afrikanischen Frauen am Rande der Gesellschaft. Sarafina! handelt vom Schüleraufstand in Soweto und basiert auf einem Musical von Mbongeni Ngema. Im für einen Oscar in der Kategorie Bester fremdsprachiger Film nominierten Filmdrama Eine Frau namens Yesterday wird eine HIV-kranke Mutter (Leleti Khumalo) Mittelpunkt der Handlung, Faith’s Corner thematisiert eine zweifache, obdachlose Mutter (ebenfalls Leleti Khumalo), die ihr Überleben nur durch Betteln in Johannesburg sichern kann. Faith’s Corner wurde dabei im Stil eines Stummfilms, ohne Dialoge aber mit Zwischentiteln, sowie per Handkurbelkamera gedreht. In Roodts im Dörflichen angesiedelten, neorealistischen Film Meisie verhindert ein Vater den Schulbesuch seiner Tochter, die stattdessen Ziegen hüten soll, während der Regisseur in Zimbabwe eine junge AIDS-Waise zeigt, die ihre beiden kleinen Geschwister versorgen muss. Zimbabwe wurde auf dem Dubai International Film Festival für einen Muhr AsiaAfrica Award als Bester Spielfilm nominiert. Mit Winnie verfilmte Roodt schließlich 2011 Anna Marie du Preez’ inoffizielle Biografie von Winnie Mandela, Winnie Mandela: A Life. Little One, der sich mit der Vergewaltigung eines Mädchen und den Folgen beschäftigte, wurde 2014 Südafrikas Oscar-Einreichung für die Kategorie Bester fremdsprachiger Film, kam jedoch nicht in die engere Auswahl für eine Nominierung.
Neben Filmen, die sich mit südafrikanischer Politik und Gesellschaft auseinandersetzten, drehte Roodt auch Filme für den US-amerikanischen Markt, so führte der US-Vertrieb von Sarafina! durch Disney zu Roodts erstem Hollywood-Film Der Kidnapper, der mit Patrick Swayze prominent besetzt war. Der Erfolg der Unterhaltungsfilme für den US-Markt war eher gering. Die Werke hatten zudem teilweise Trash-Charakter: Sumuru – Planet der Frauen wurde beispielsweise in der deutschen Fernsehsendung Die schlechtesten Filme aller Zeiten (SchleFaZ) gezeigt und dabei im Stil von gleichartigen Reihen wie Mystery Science Theater 3000 humoristisch kommentiert. Andere Filme, wie Dracula 3000, bezeichnete Roodt im Nachhinein selbst als fürchterlich („awful“).

## Filmografie (Auswahl)
- 1984: Mr TNT
- 1986: Afrika – Land der Hoffnung (Place of Weeping)
- 1987: City of Blood
- 1987: Tenth of a Second
- 1988: Platoon Warrior (The Stick)
- 1989: Jobman
- 1992: Sarafina!
- 1993: Der Kidnapper (Father Hood)
- 1995: Cry, the Beloved Country
- 1997: Dangerous Ground
- 2000: Second Skin – Mörderisches Puzzle (Second Skin)
- 2001: Witness to a Kill
- 2003: Sumuru – Planet der Frauen (Sumuru)
- 2004: Dracula 3000
- 2004: Eine Frau namens Yesterday (Yesterday)
- 2005: Faith’s Corner
- 2006: Number 10
- 2006: Cryptid
- 2007: Prey
- 2007: Meisie
- 2008: Lullaby
- 2008: Zimbabwe
- 2010: Jakhalsdans
- 2011: Winnie
- 2012: Stilte
- 2013: Little One
- 2013: Stealing Time
- 2013: Die Ballade van Robbie de Wee
- 2013: Safari
- 2014: Alles Wat Mal Is
- 2014: Seun: Son
- 2015: Treurgrond
- 2018: Lake Placid: Legacy (Fernsehfilm)

## Auszeichnungen
- 2000: Taormina Arte Award des Taormina International Film Festivals
- 2004: EIUC-Peris, Internationale Filmfestspiele von Venedig, für Eine Frau namens Yesterday
- 2005: Nominierung Independent Spirit Award, Bester ausländischer Film, für Eine Frau namens Yesterday
- 2008: Nominierung Muhr AsiaAfrica Award als Bester Film, Dubai International Film Festival, für Zimbabwe